# T2d
T2D는 Touch to design/develop의 약자로서 간단히 몇번의 화면 터치로 빅데이타 인공지능을 통하여 웹디자인 또는 웹프로그램개발을 몇초~몇분만에 자동완성하는 최신 기술이다.
화면을 터치하기 때문에 첫철자T를 Touch라고 하고 있으나, 생각하는 대로 디자인과 프로그램이 만들어진다는 뜻으로 Think to desing/develop로 사용되기도 한다.
향후 딥러닝을 통한 인공지능을 통해 자동화 개발으로 다양하고 신속하게 고객의 욕구에 대응하고, 개발비용을 획기적으로 절감할 수 있게 되었다